# William Webb Ellis
Pour les articles homonymes, voir William Ellis (homonymie), William Webb, Webb et Ellis.
William Webb Ellis, né le 24 novembre 1806 à Salford et mort le 24 février 1872 à Menton où il est enterré, serait l'inventeur britannique du rugby moderne. Élève au collège de la ville de Rugby, il aurait pris le ballon en mains en pleine course lors d'un match de football entre écoliers en 1823, donnant un style et un nom à ce nouveau sport. Il s'agit en réalité d'une légende bien ancrée participant de l'histoire du rugby. Toutefois, le World Rugby a baptisé le trophée de la Coupe du monde William Webb Ellis.

## Biographie

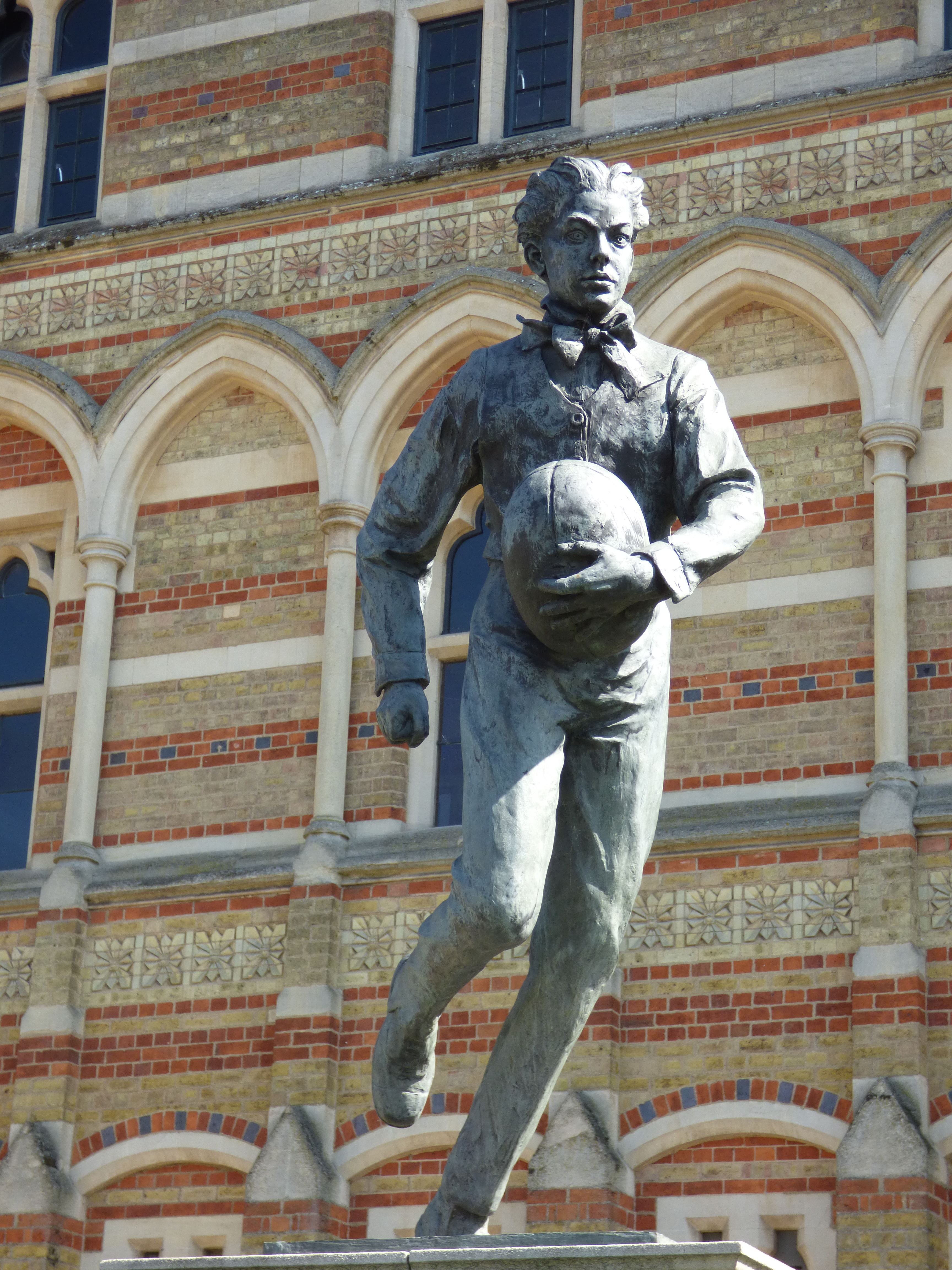
Statue de William Webb Ellis, courant avec le ballon dans la main, devant Rugby School.

William est le fils de James Ellis, un officier des Royal Dragoon Guards, et d'Ann Webb, dont le mariage est célébré en 1804 à Exeter. Après le décès de son mari en 1811 lors de la bataille d'Albuera, Ann Webb s'installe avec son fils à Rugby. Ce dernier fréquente la Rugby School entre 1816 et 1825, une public school locale et l'un des plus célèbres collèges privés d'Angleterre.
Aux dires d'un de ses camarades, lors d'un match de folk football, variante locale de la soule, Ellis prend le ballon à la main en novembre 1823, au mépris des règles les plus élémentaires du jeu. Il s'agit, pour beaucoup, de l'acte fondateur du rugby moderne. Ellis poursuit ses études à l'université d'Oxford et joue au cricket : il prend part au tout premier match contre l'université de Cambridge.
Il est par la suite ordonné prêtre et devient, en 1855, recteur à Laver Magdalen, dans l'Essex. Il vit anonymement la fin de sa vie à Menton où sa tombe, toujours visible, est redécouverte en 1958, par Roger Driès, ancien grand journaliste sportif de Nice-Matin ou par Ross McWhirter en 1958 ou 1959 selon d'autres sources. Elle fait depuis l'objet de « pèlerinages » d'équipes de rugby,.

## Légende et postérité
La « légende » d'Ellis est mise en doute dès son apparition entre 1876 et 1895, et aujourd'hui, aucun historien sérieux du sport britannique n'en tient compte. Cette « légende » est largement reconnue comme ayant été forgée par d'anciens élèves du collège de Rugby. Le témoignage anonyme repris par Bloxam est ainsi battu en brèche par d'autres élèves du collège, indiquant que l'usage des mains était toujours totalement interdit plus d'une décennie après le prétendu geste d'Ellis. Néanmoins, une pierre gravée et un monument commémorent ce geste sur le campus de l'école. La tombe d'Ellis, dans le cimetière de Menton, signale ainsi que « William Webb Ellis, avec un parfait mépris pour les règles du football tel que joué à son époque, a le premier pris le ballon dans les bras et couru avec, créant ainsi le caractère distinctif du rugby ».
Depuis, la légende s'est durablement installée dans la culture du rugby au point que de nombreux hommages et références à Ellis existent. Son empreinte la plus évidente réside dans le trophée remis au vainqueur de la Coupe du monde de rugby qui est officiellement appelé William Webb Ellis Trophy. Ellis est également introduit au Temple de la renommée IRB en 2006. Par ailleurs, le doyen des clubs belges, le RSCA-Rugby, s'est baptisé, à sa création en septembre 1931, William Webb Ellis Rugby Club.

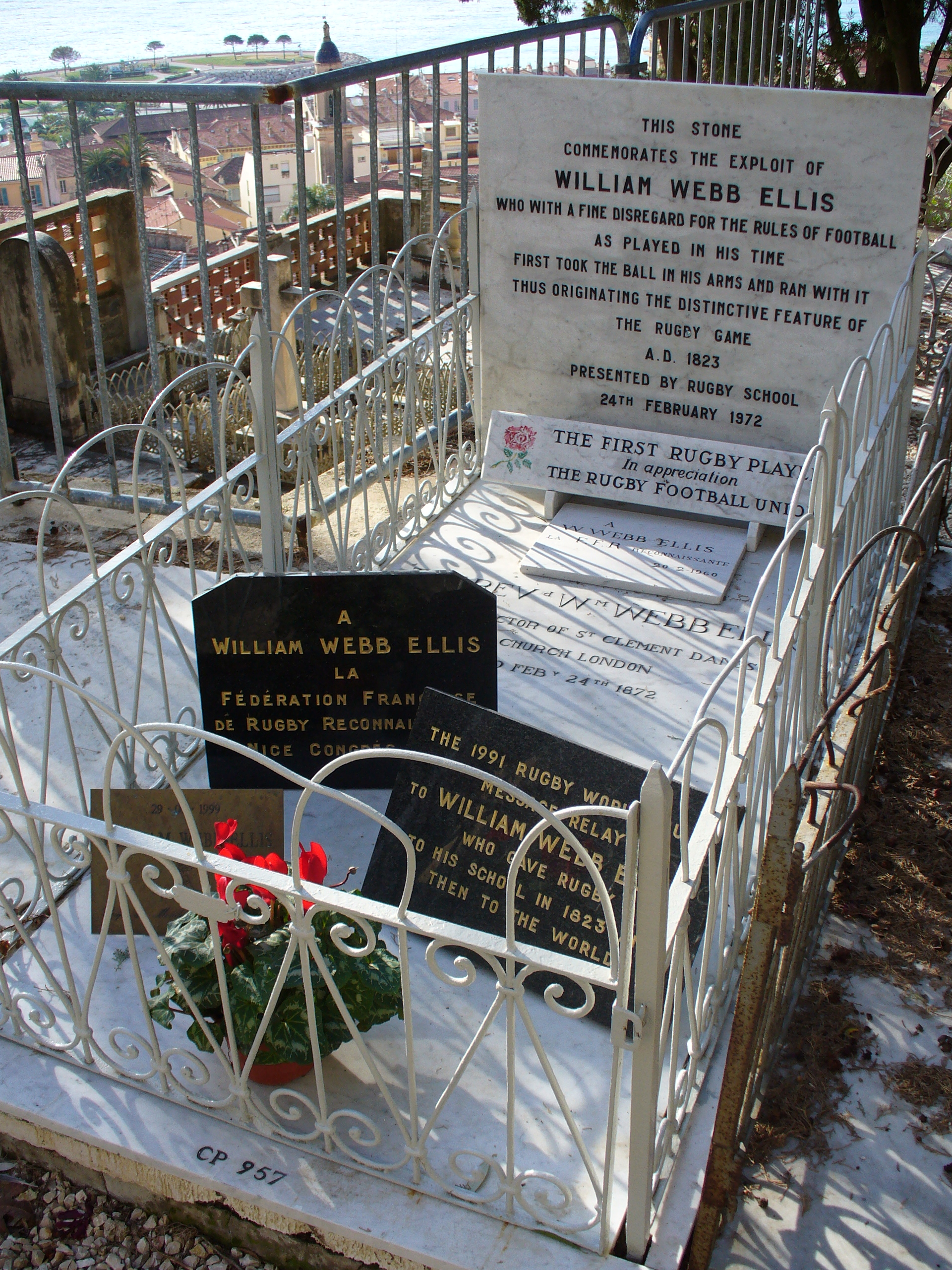
Plaque commémorative sur la tombe de Webb Ellis.
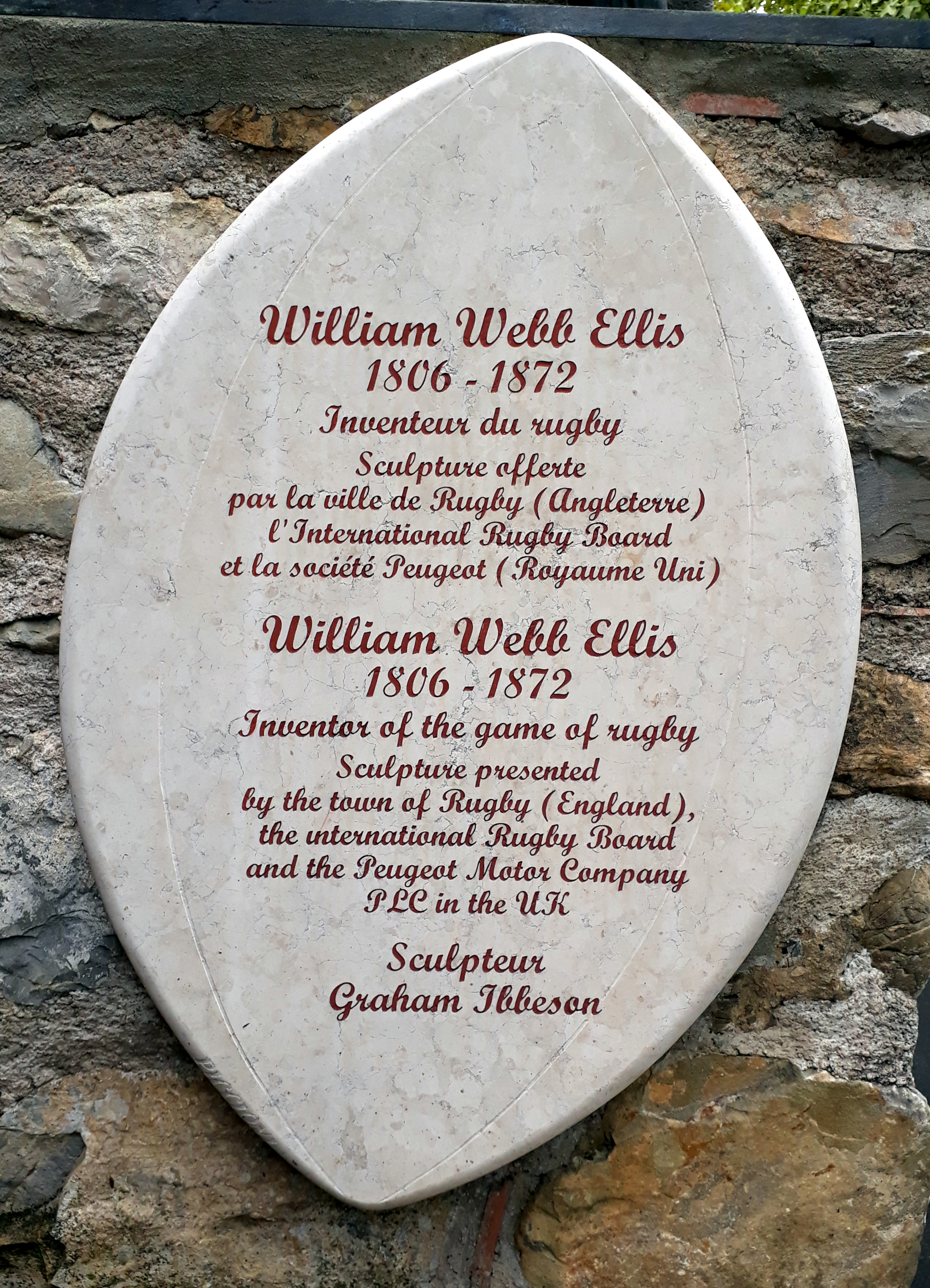
Plaque commémorative à l'entrée du cimetière de Menton.
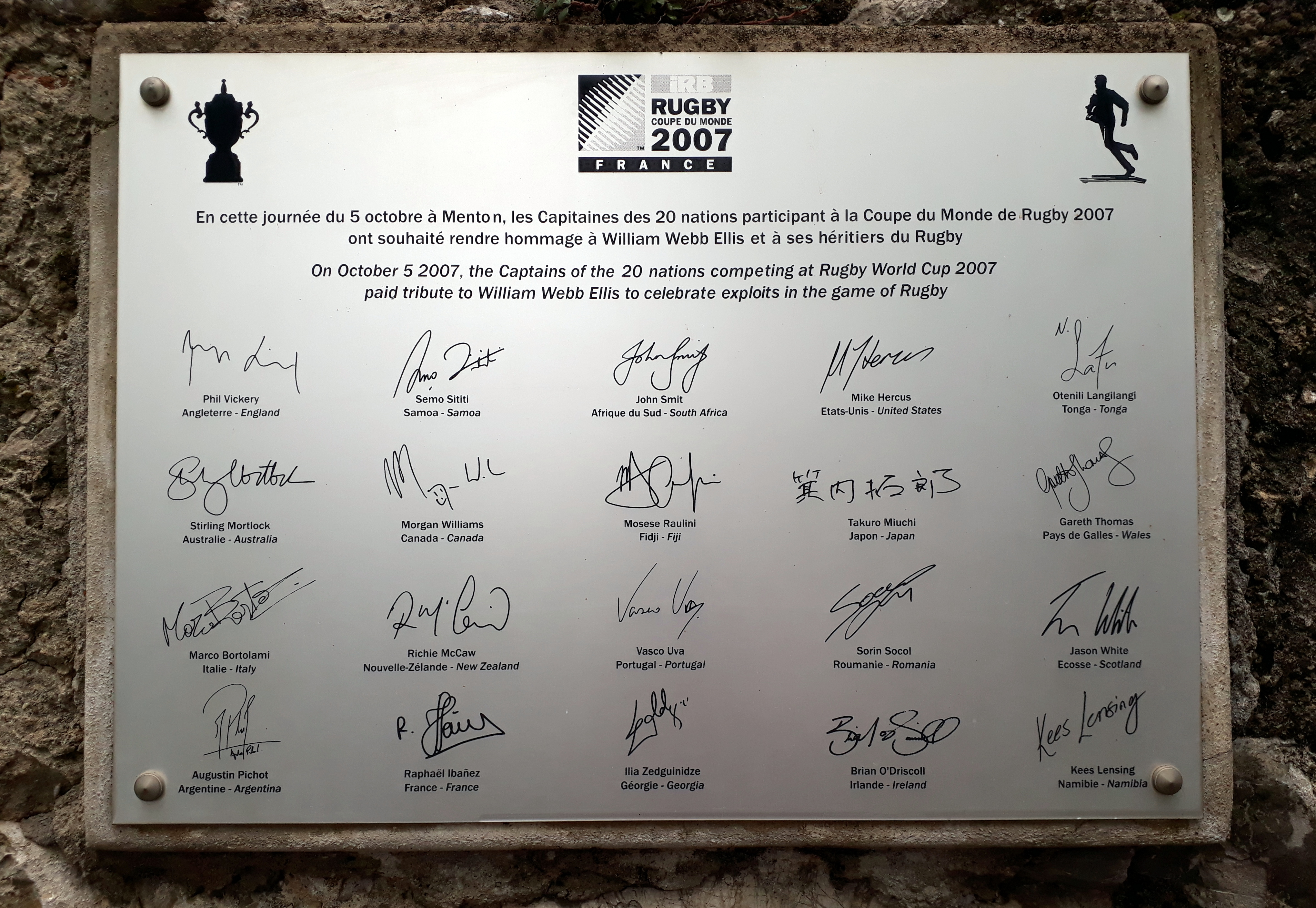
Plaque commémorative apposée à l'occasion de la Coupe du monde de rugby en 2007 se déroulant en France.